# Wire-wrap

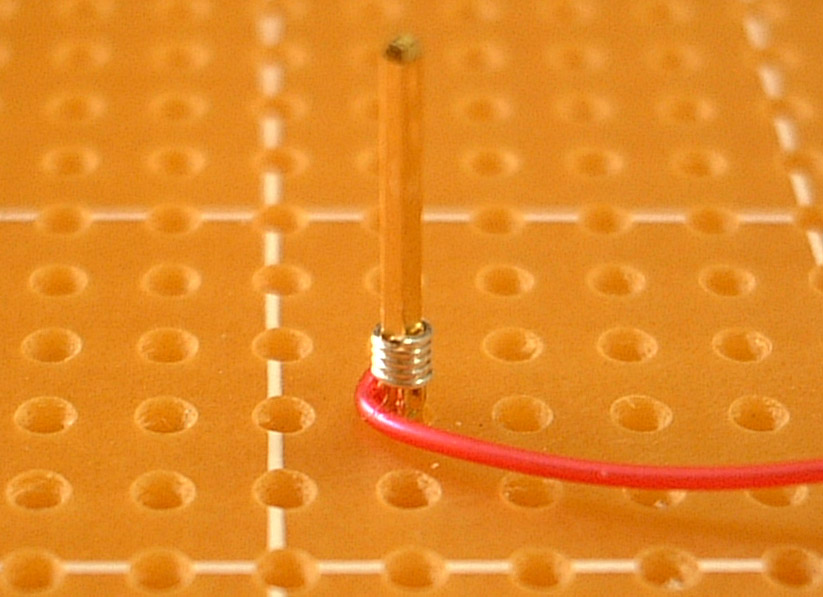
Una connexió wire-wrap.

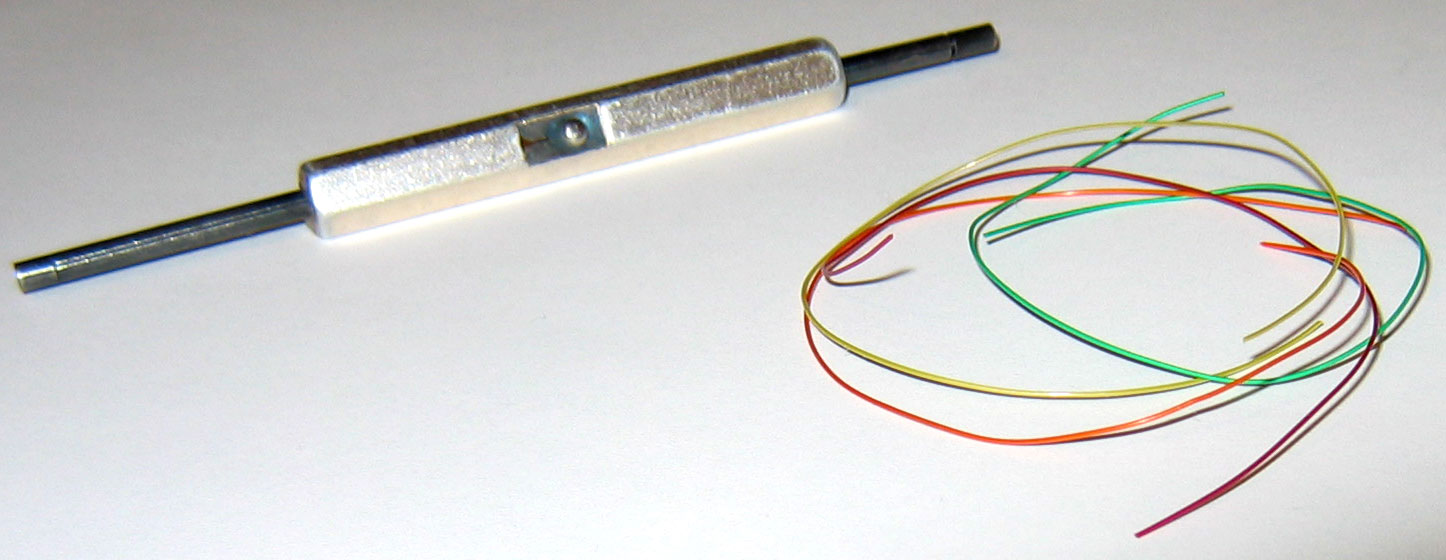
Eina enrotlladora i peladora de cable i cable de diversos colors.

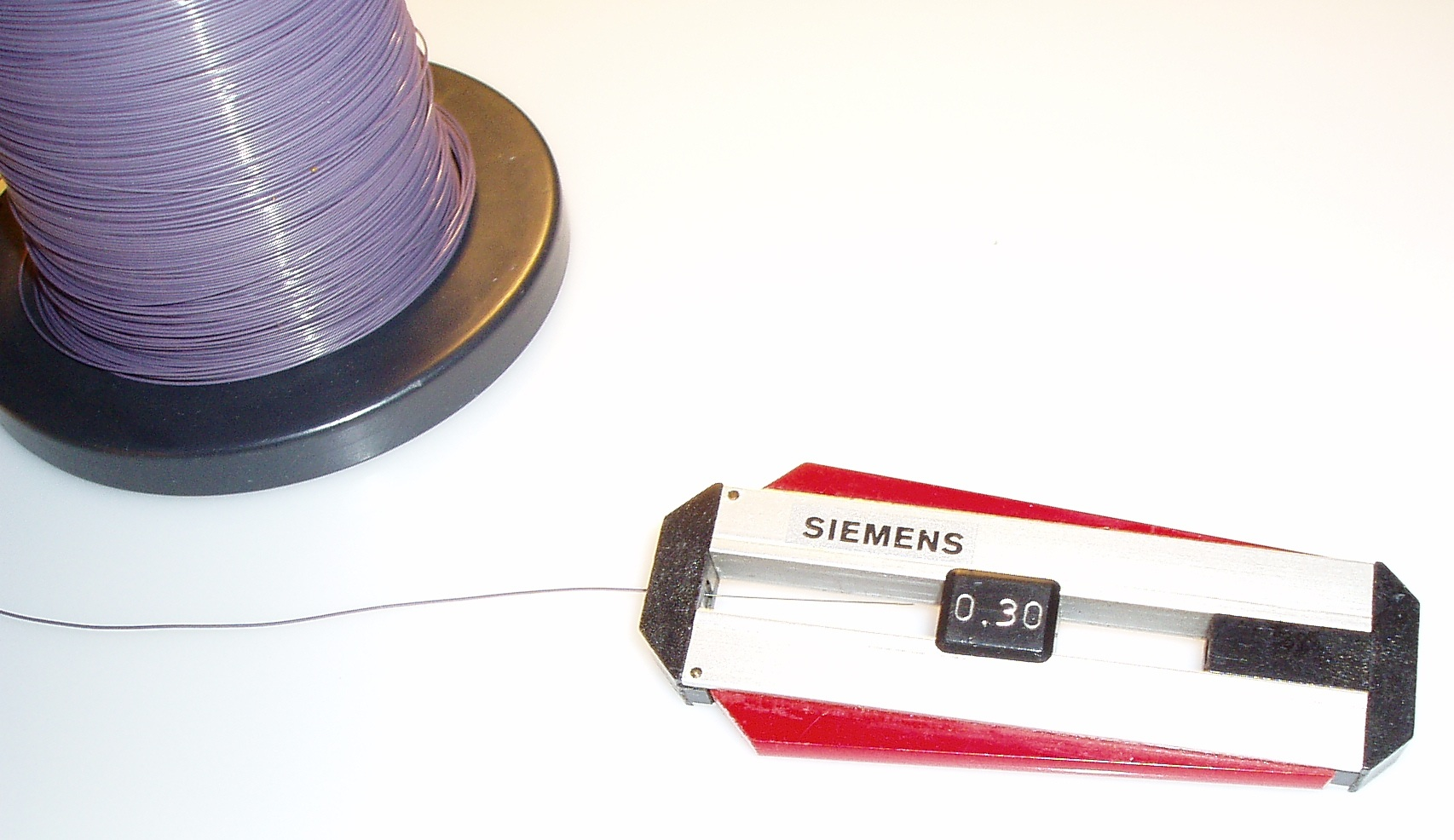
Pinça peladora de cable calibre AWG 30

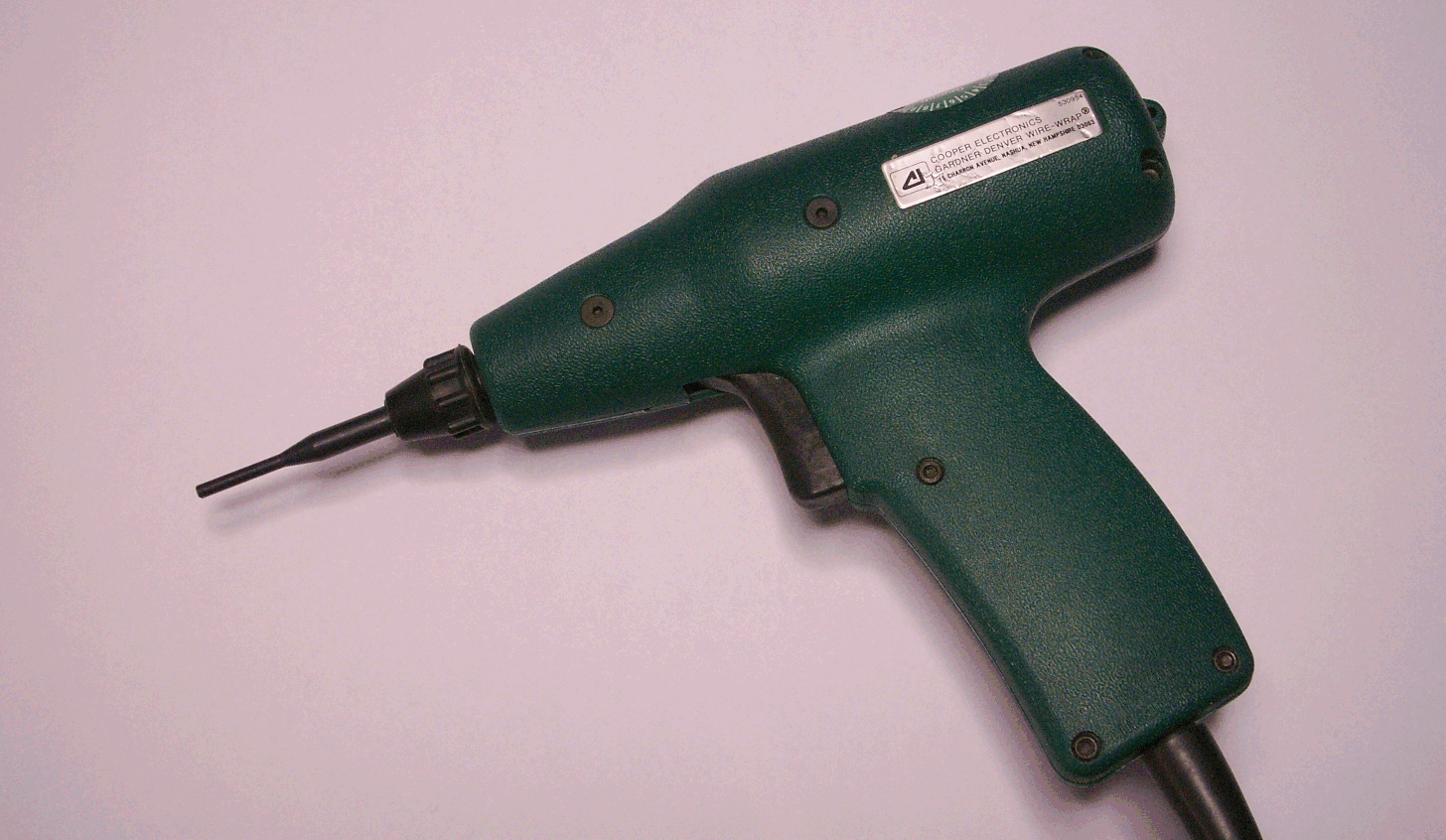
Eina enrotlladora de cable elèctrica.

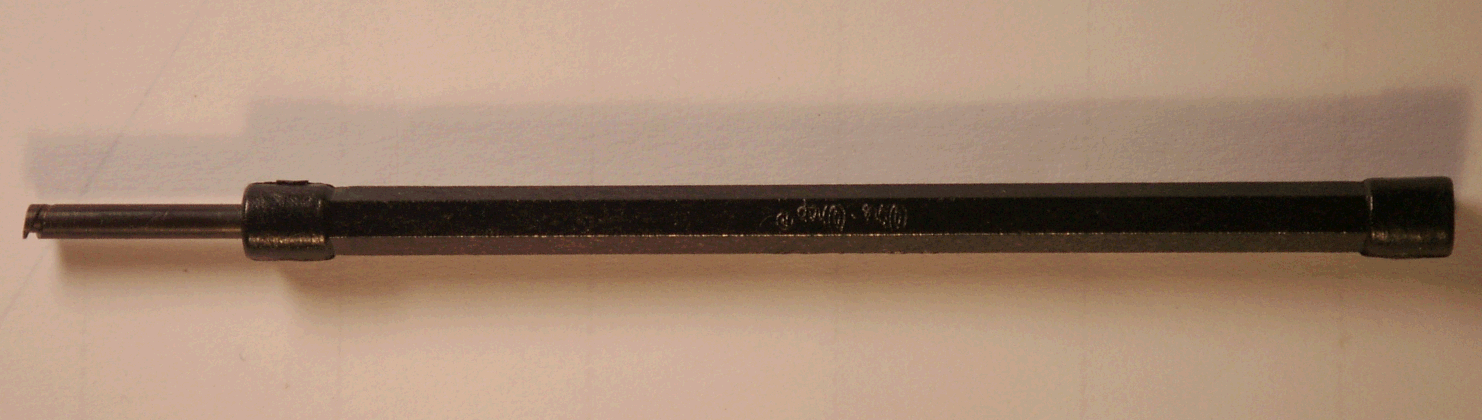
Eina manual per obrir una connexió wire-wrap.

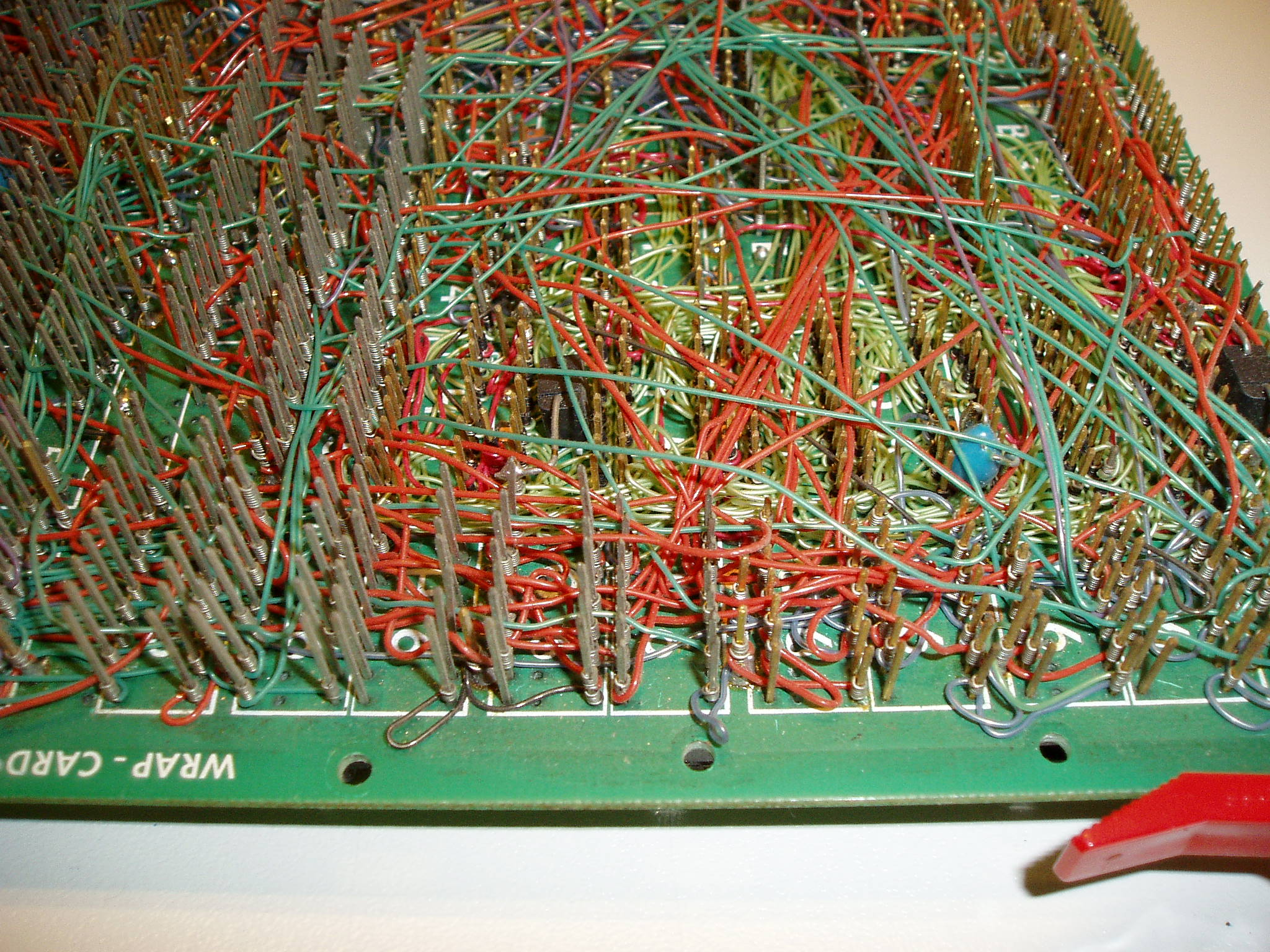
Backplane d'una computadora Z80 de 1977 fet amb wire-wrap

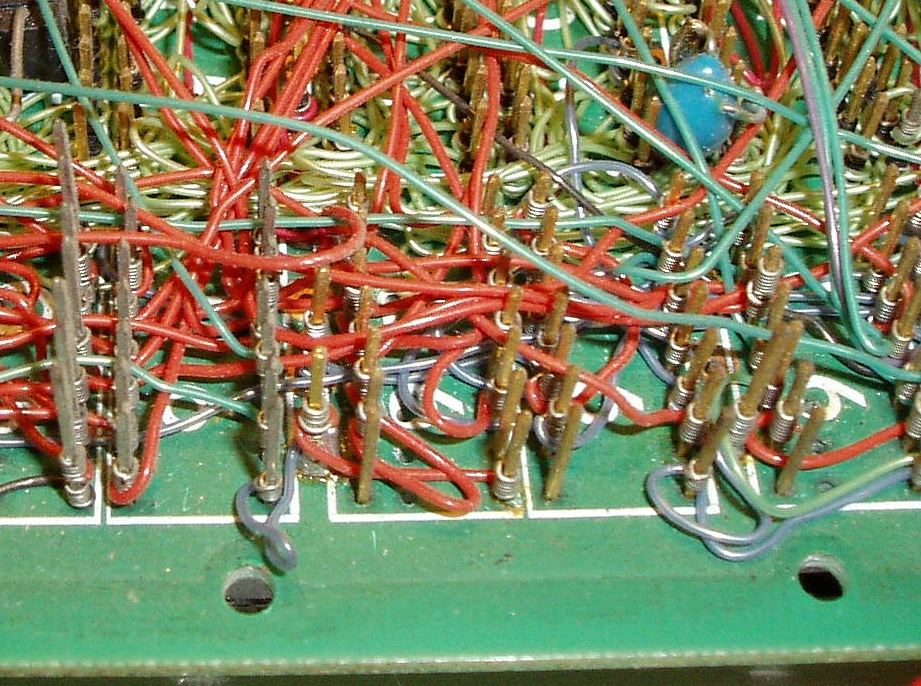
Primer pla d'un backplane

El wire-wrap és una tecnologia utilitzada per unir dos punts en contacte elèctric o de dades. És utilitzat en múltiples indústries, tenint en compte que, és el sistema per excel·lència, emprat en el disseny de prototips.
El wire-wrap pot ser més fiable que els circuits impresos, ja que les connexions són menys propenses a fallar per vibració o pressió física en la placa, a part que l'absència de soldadura impedeix que hi hagi corrosió o juntes seques, etc. Les connexions són més fermes i tenen menor resistència elèctrica per raó de la unió sense un material com la soldadura.

## Utilització
La tècnica de wire-wrap es va fer popular al voltant de 1960 en la manufactura de plaques de circuits, i el seu ús ha decaigut abruptament. La tecnologia de muntatge superficial i l'increment en la velocitat de commutació electrònica han fet que aquesta tècnica sigui molt menys útil que en dècades anteriors. Les plaques de circuit sense soldadura i el decreixent cost dels circuits impresos professionals han eliminat aquesta tecnologia.
En la manufactura o creació de prototips, la placa de wire-wrap, és el mètode emprat per a construir una placa de circuit sense necessitat de tenir un circuit imprès. Pot ser fet a mà o mitjançant una màquina, i pot ser modificat manualment després. Va ser popular en la manufactura a gran escala en els anys 60 i al principi dels anys 70, i es va continuar usant esporàdicament en produccions petites i prototips fins fa poc.
En telecomunicacions, el wire-wrap és comú en xarxes de comunicacions, per a connexions creuades entre cablejat de coure. Per exemple, la majoria de les línies telefòniques fos de la planta van a panells de tipus wire-wrap en una oficina central, ja sigui per a connexions POTS de servei telefònic, DSL o línies T1. El wire-wrap és comú en telecomunicacions perquè és una de les formes més segures d'unir cables, i proveeix d'un excel·lent i consistent contacte en la capa de dades. Els panells de wire-wrap són qualificats per la seva alta qualitat en serveis de dades, incloent cablejat de Categoria 5. El principal competidor en aquesta aplicació és el punch block, que és més ràpid però menys segur.

## Visió general
Les parts electròniques de vegades van connectades en sockets. Els sockets al seu torn estan units amb cianoacrilat o adhesiu de silici, en forma de petites plaques de fibra de vidre-epoxi. Els sockets tenen terminals quadrats, freqüentment de 0.025 polzades (635 micròmetres) d'aresta, una polzada (25.4mm) d'altura i amb un espaiat de 0.1 polzades (2.54mm). Els millors terminals estan fets d'un aliatge de beril·li i coure, amb una capa de 25 micro-polzades (635 nanòmetres) d'or per prevenir la corrosió. Els terminals més barats estan fets de bronze amb una capa d'estany.

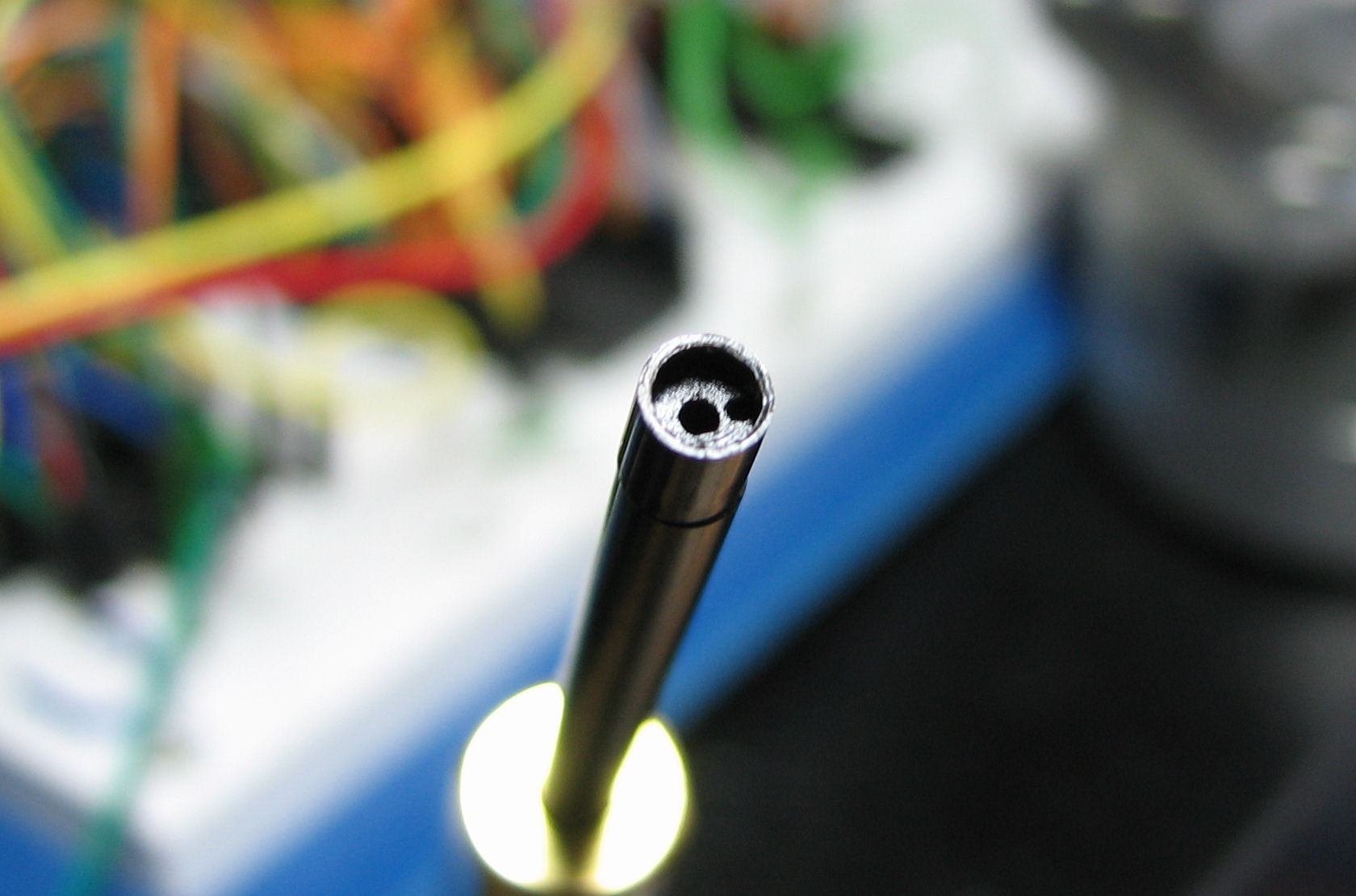
Els dos forats al final d'una eina de wire-wrap manual. El fil de coure va en el forat exterior, i el pin s'insereix en el forat central.

El cable AWG 30 de coure està aïllat amb un fluorocarboni que no emet gasos perillosos en ser escalfat. L'aïllant més comú és el kynar. El Kynar es talla en longituds estàndard, i després es pela una polzada d'aïllant en cada punta.
Una eina de wire-wrap té dos orificis. El fil de coure i una cambra de polzada (6.35mm) de cable aïllat són col·locats en un forat prop del final de l'eina. El forat al centre es col·loca sobre terminal quadrat de wire-wrap. Posteriorment, es gira l'eina ràpidament. Amb això, d'1.5 a 2 voltes de fil de coure sense aïllar són enrotllades al voltant del terminal. Aquest té lloc per a tres connexions, encara que usualment només dues es necessiten. Això permet que es faci wire-wrap manual per a reparacions. Es fa un volt i mitjana per evitar la fatiga del fil de coure en el punt on s'uneix amb el terminal.
Sobre la volta de fil de coure aïllat, el fil de coure sense aïllar s'enrotlla al voltant del terminal. Les cantonades del terminal exerceixen pressions de tones per polzada quadrada sobre el fil de coure. Això obliga a tots els gasos a sortir de l'àrea entre el fil de coure i el terminal. A més, amb 28 connexions d'aquest tipus (set voltes en un terminal de quatre cantonades), existeix una connexió confiable entre fil de coure i terminal.
Existeixen tres formes de col·locar fils de coure en una tauleta: Wire-wrap manual, semi-automatitzat i automatitzat.

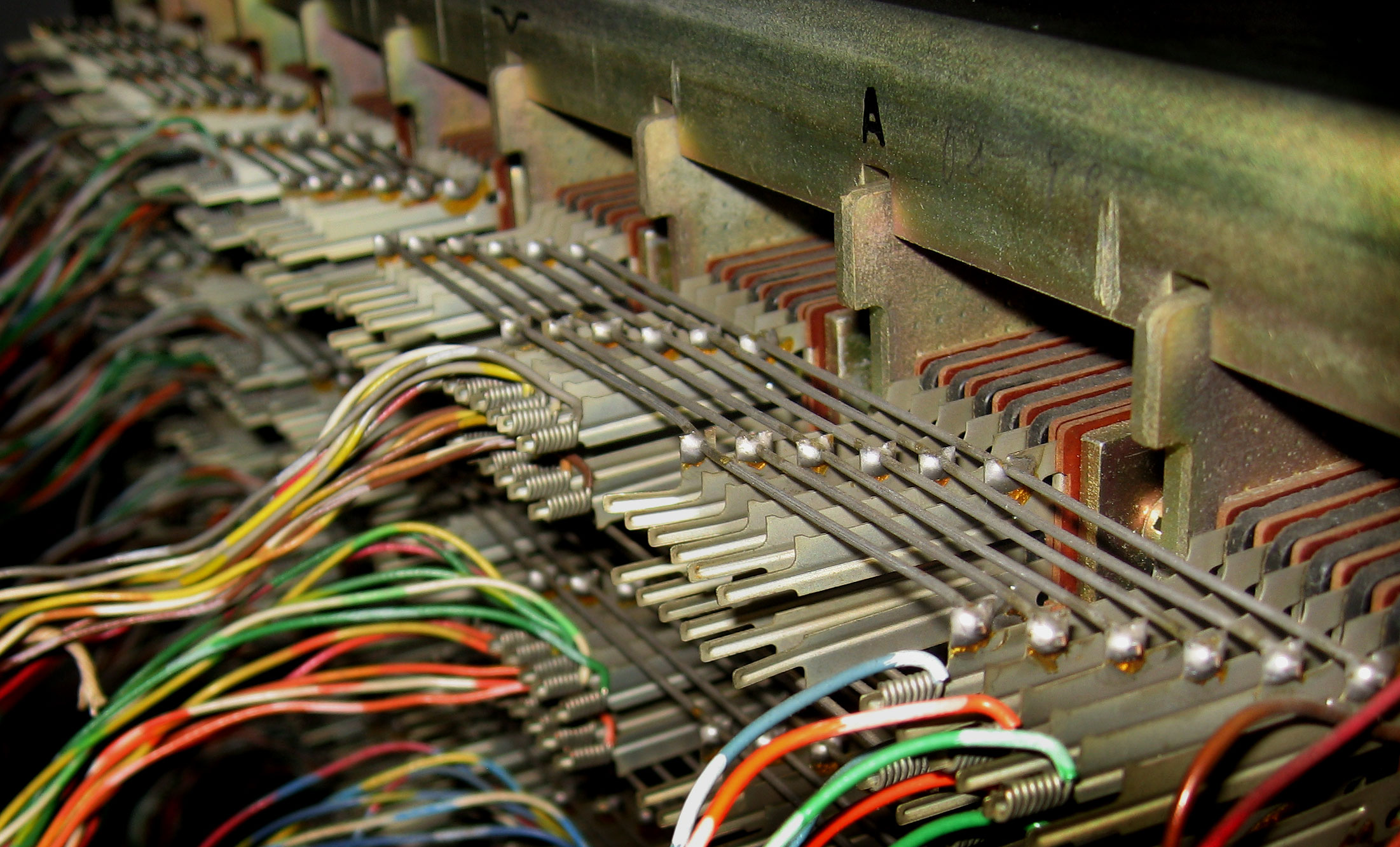
Construcció wire-wrap típica d'un commutador telefònic de Bell System. Noti's que algunes connexions estan soldades.

## Wire-wrap manual
Una eina de wire-wrap manual s'assembla a un bolígraf. És convenient per a reparacions menors. El wire-wrap és un dels sistemes més reparables del muntatges d'electrònica. Els terminals poden ser utilitzats de nou fins a deu vegades sense desgastar-se considerablement, proveït que s'utilitzi fil de coure nou cada vegada. Els treballs més grans són realitzats amb una «pistola de wire-wrap», que té una empunyadura amb engranis i ressorts per poder-se girar ràpidament. Tals eines van ser utilitzades en gran manera en centrals telefòniques als Estats Units durant el final del Segle XX, usualment amb un orifici major per a calibres de fil de coure 22 o 24 AWG en lloc dels calibres 28 o 30 AWG utilitzats en circuits impresos i backplanes. Els terminals més grans poden ser utilitzats de nou centenars de vegades. Van persistir fins al Segle XXI en "distribution frames" on els connectors de desplaçament aïllant no havien estat implementats.

## Wire-wrap semiautomatitzat

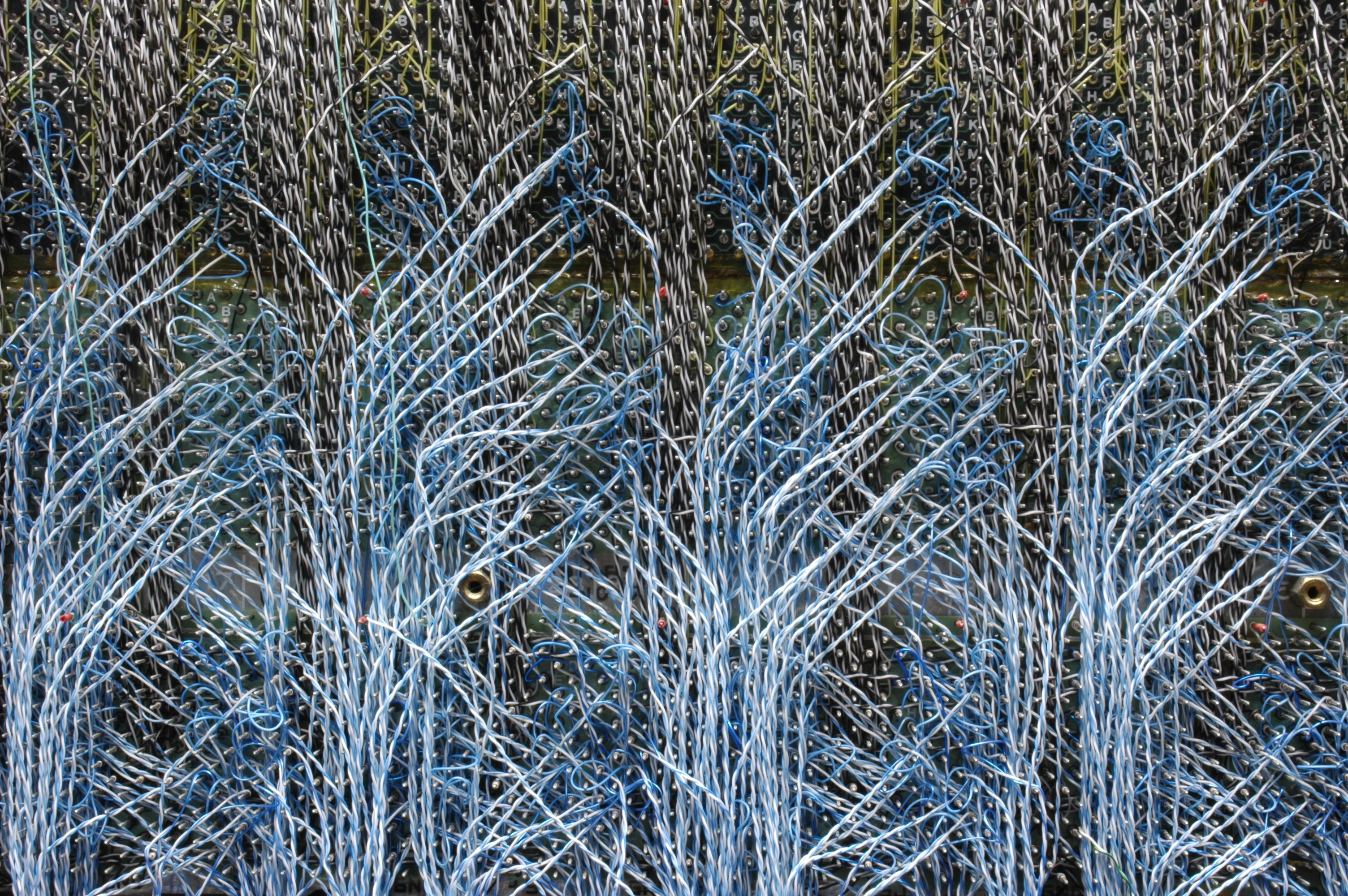
Exemple de wire-wrap semiautomàtic amb parells trenats: Backplane d'un KL10

Els sistemes semiautomatitzats de wire-wrap col·loquen «pistoles de wire-wrap» sobre braços mecànics que són capaços de moure's en dues dimensions i estan controlats per computadora. Les pistoles són arrossegades cap avall manualment, i es pressiona el gallet per amarrar el fil de coure. Els fils de coure s'insereixen en la pistola manualment. Aquest sistema permet a l'operador col·locar fils de coure sense preocupar-se si estan en el connector correcte, doncs la computadora controla les coordenades XY.
El sistema de wire-wrap semiautomatitzat és únic entre els sistemes de fabricació de prototips, doncs pot col·locar parells trenats, permetent la realització de sistemes complexos d'alta freqüència i de radar, per exemple.

## Wire-wrap automatitzat

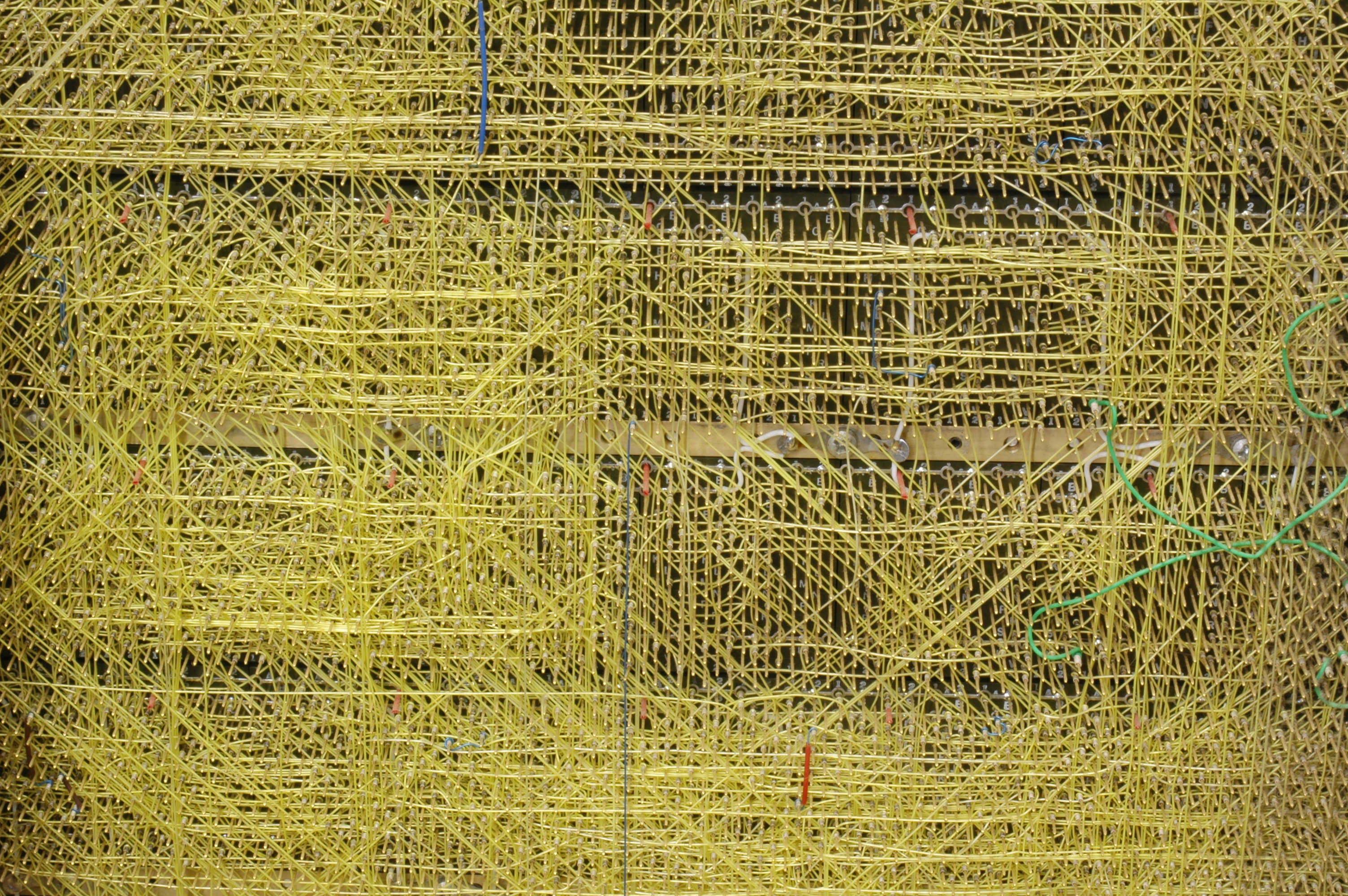
Exemple de wire-wrap automatitzat: backplane d'un PDP-8

Les màquines de wire-wrap automatitzades eren manufacturades per la Gardner Denver Company els anys 60 i 70 i eren capaces de rutear, tallar, treure el folre i enrotllar fils de coure en un backplane electrònic o circuit imprès. Les Màquines eren controlades per Instruccions de filat codificades en targetes perforades, cintes perforades i els primers microordinadors. Les primeres màquines van ser configurades com a «horitzontals», la qual cosa significava que la tauleta de wire-wrap estava col·locada a l'inrevés (amb els connectors cap amunt) en una safata, i posteriorment s'enviava dins de la màquina i s'ancorava en una taula rotativa de quatre posicions (TRP). Dins d'ella, un capçal es col·locava en el primer punt d'anclatge i baixava. El gallet per enrotllar el fil de coure s'activava, després de la qual cosa el capçal s'aixecava, anava a la següent posició, tornava a baixar i enrotllava el fil, i tret que s'indiqués d'una altra manera, tallava el cable per realitzar la següent connexió.
Posteriorment es van fabricar màquines amb configuració «horitzontal», la qual cosa permetia reduir el moviment del capçal.